# 弗兰克·卢米斯
弗兰克·卢米斯（英語：Frank Loomis，1896年8月22日—1971年4月4日），美国男子田径运动员，主攻跨栏。他曾代表美国参加1920年夏季奥林匹克运动会田径比赛，获得男子400米栏金牌。